# Valhøj
Valhøj är en kulle i Danmark. Den ligger i Rødovre Kommune och Region Hovedstaden, i den östra delen av landet i Köpenhamns östra stadsdelar. Toppen på Valhøj är 15 meter över havet. Valhøj ligger på ön Sjælland.
Runt Valhøj är det i huvudsak tätbebyggt.